# ミラン (非防護巡洋艦)
| 「ミラン」（撮影時期は不詳） |                                                                                                |
| 艦歴                         |                                                                                                |
| 発注                         | ロアーヌ社造船所                                                                               |
| 起工                         | 1882年                                                                                         |
| 進水                         | 1884年5月                                                                                      |
| 就役                         | 1885年                                                                                         |
| 退役                         |                                                                                                |
| その後                       |                                                                                                |
| 除籍                         | 1908年                                                                                         |
| 前級                         | デュプルデュー                                                                                 |
| 次級                         | スファクス                                                                                     |
| 性能諸元                     |                                                                                                |
| 排水量                       | 常備：1,705トン                                                                                |
| 全長                         | 92.05m                                                                                         |
| 水線長                       | -m                                                                                             |
| 全幅                         | 10.0m                                                                                          |
| 吃水                         | 4.75m                                                                                          |
| 機関                         | ベルヴィール式石炭専焼円缶12基 +横置き型レシプロ機関2基2軸推進                                 |
| 最大出力                     | 4,000hp                                                                                        |
| 最大速力                     | 18.4ノット                                                                                     |
| 航続距離                     | -ノット/-海里（石炭：330トン）                                                                 |
| 乗員                         | 194名                                                                                          |
| 兵装（就役時）               | Model 1891 10cm（-口径）単装砲4基 オチキス 3.7cm（23口径）五連装機砲8基                        |
| 兵装（1890年時）             | Model 1891 10cm（30口径）単装速射砲4基 4.7cm（43口径）単装機砲12基 35.6cm水上魚雷発射管単装2基 |
| 装甲                         | なし                                                                                           |

ミラン（Croiseur Milan）はフランス海軍の非防護巡洋艦。同型艦はない。

## 概要
前級のヴィラル級は2,300トン台であったが、本艦より小型の艦形として1,700トン台で高速・軽武装の偵察用の汽帆走巡洋艦としてエミール・ベルタンにより設計された。完成時には二等巡洋艦として就役したが、後に三等巡洋艦に類別変更された。船体は従来の木造から鋼製となり、小型の船体に搭載された高出力の機関により当時としては高速の部類の18.4ノットを発揮した。

## 艦形
船体形状は当時、フランス海軍が主力艦から軽艦艇に至るまで主に導入していたタンブル・ホーム型船体である。これは、水線部から上の構造を複雑な曲線を用いて引き絞り、船体重量を軽減できる船体方式で、他国では帝政ロシア海軍やドイツ海軍、アメリカ海軍の前弩級戦艦や巡洋艦にも採用された。外見上の特徴として水線下部の艦首・艦尾は著しく突出し、かつ舷側甲板よりも水線部装甲の部分が突出すると言った特徴的な形状をしている。このため、水線下から甲板に上るに従って船体は引き絞られ甲板面積は小さくなっている。これは、備砲の射界を船体で狭められずに広い射界を得られることや、当時の装甲配置方式では船体の前後に満遍なく装甲を貼る「全体防御方式」のために船体が短くなればその分だけ装甲を貼る面積が減り、船体の軽量化が出来るという目的に採られた手法である。
水線下に衝角を持つ艦首から艦首甲板上に主砲の10cmライフル砲を単装砲架で並列に2基、単脚式の前部マストが建つ。その後ろに2本煙突が建ち、その間に両脇に船橋（ブリッジ）を持つ艦橋が建つ。その周囲は艦載艇置き場となっており、それらは2本1組のボート・ダビッドが片舷1組ずつ計2組で運用された。後部甲板上に2本のマストが立ち、主砲の10cmライフル砲を単装砲架で並列に2基の順であった。

## 参考図書
- 「Conway All The World's Fightingships 1860-1905」（Conway）
- 「Conway All The World's Fightingships 1906-1922」（Conway）
- 「世界の艦船 増刊第50集 フランス巡洋艦史」（海人社）